# Condado de Koprivnica-Križevci
O Condado de Koprivnica-Križevci (em croata: Koprivničko-križevačka županija) é um condado da Croácia. Sua capital é a cidade de Koprivnica.

## Cidades e municípios
O condado de Koprivnica-Križevci está subdividido em 3 Cidades (Grad) e 22 Municípios (Općina):
| nome                 | estatuto  | população (censo de 2001) |
| -------------------- | --------- | ------------------------- |
| Đelekovec            | Município | 1 824                     |
| Đurđevac             | Cidade    | 8 862                     |
| Drnje                | Município | 2 156                     |
| Ferdinandovac        | Município | 2 107                     |
| Gola                 | Município | 276                       |
| Gornja Rijeka        | Município | 2 035                     |
| Hlebine              | Município | 147                       |
| Kalinovac            | Município | 1 725                     |
| Kalnik               | Município | 1 611                     |
| Kloštar Podravski    | Município | 3 603                     |
| Koprivnički Bregi    | Município | 2 549                     |
| Koprivnički Ivanec   | Município | 2 361                     |
| Koprivnica           | Cidade    | 30 994                    |
| Križevci             | Cidade    | 22 324                    |
| Legrad               | Município | 2 764                     |
| Molve                | Município | 2 379                     |
| Novigrad Podravski   | Município | 3 161                     |
| Novo Virje           | Município | 1 412                     |
| Peteranec            | Município | 2 848                     |
| Podravske Sesvete    | Município | 1 778                     |
| Rasinja              | Município | 3 818                     |
| Sokolovac            | Município | 3 964                     |
| Sveti Ivan Žabno     | Município | 5 628                     |
| Sveti Petar Orehovec | Município | 5 137                     |
| Virje                | Município | 5 197                     |
| Total                | Total     | 124 467                   |